# Rhacophorus rufipes
Espèce
Statut de conservation UICN

 LC  : Préoccupation mineure
Rhacophorus rufipes est une espèce d'amphibiens de la famille des Rhacophoridae.

## Répartition
Cette espèce est endémique de Bornéo. Elle se rencontre jusqu'à 250 m d'altitude, :
- en Malaisie orientale dans les États du Sabah et du Sarawak ;
- en Indonésie au Kalimantan.

## Description
Rhacophorus rufipes mesure de 34 à 39 mm pour les mâles et de 49 à 51 mm pour les femelles. Son dos est brun-rosé avec des taches sombres. Sa gorge et son poitrail sont jaune orangé.

## Étymologie
Son nom d'espèce, du latin rufus, « rouge », et pes, « pied », fait référence à la couleur rouge-orangé de la palmure de ses pattes.

## Publication originale
- Inger, 1966 : The systematics and zoogeography of the amphibia of Borneo. Fieldiana, Zoology, vol. 52, p. 1–402 (texte intégral).